# Vila Hanse Ulricha
Vila Hanse Ulricha stojící na Sokolské třídě v Ostravě je místní kulturní památka (rejstříkové číslo 12156/8-3249). Jejím první majitelem byl Johann Ulrich, poslední rakousko-uherský starosta Moravské Ostravy. Sám vypracoval její plány a podílel se i na stavbě.
Třípatrová vila má členitý půdorys. Ulrich eklekticky spojil novorenesanci, manýrismus, novobaroko a tzv. švýcarský styl s lehkými náznaky secese. Z vnějšku stavba zaujme terasami a zdobeným balustrádovým zábradlím. Fasáda je dále doplněna erby s girlandami a věnci.
Po Ulrichově smrti rodina vilu prodala. Nejprve v ní byly kanceláře, poté zde žil ostravský advokát Bohumír Šavrda a od třicátých let 20. století ji vlastnila těžařská firma. Po druhé světové válce přešla do majetku národního podniku Ostravsko-karvinské doly. V padesátých letech 20. století dům začal sloužit jako kulturní a osvětové centrum. Sídlí zde ředitelství Centra kultury a vzdělávání Moravská Ostrava, od roku 1993 Výstavní síň Sokolská 26 (od roku 2024 je výstavní síň přejmenovaná na Vila Hanse Ulricha) a od roku 1996 se v suterénu nachází hudební klub Parník.